# Bataille du Saint-Gothard
Deuxième Coalition
Batailles
Guerre de la Deuxième Coalition
- St George's Caye (navale) (09-1798)
- Nicopolis (10-1798)
- Corfou (11-1798)
- Copenhague (navale) (04-1801)
- Algésiras (navale) (06-1801)

Campagne de Hollande
- Callantsoog (08-1799)
- Vlieter (08-1799)
- Zyp (09-1799)
- Bergen (09-1799)
- Alkmaar (10-1799)
- Castricum (10-1799)

Campagne de Suisse
- Ostrach (03-1799)
- Feldkirch (03-1799)
- 1re Stockach (03-1799)
- Frauenfeld (05-1799)
- Winterthour (05-1799)
- 1re Zurich (06-1799)
- Schwytz (08-1799) (en)
- Amsteg (08-1799)
- Saint-Gothard (09-1799)
- 2e Zurich (09-1799)
- Linth (09-1799)
- Muten (10-1799) (ru)
- Engen (05-1800)
- 2e Stockach (05-1800)
- Moesskirch (05-1800)
- Biberach (05-1800)
- Erbach (05-1800)
- Höchstädt (06-1800)
- Ampfing (12-1800)
- Hohenlinden (12-1800)

Campagne d'Égypte
- Malte 1 (06-1798)
- Malte 2 (06-1798)
- Alexandrie (07-1798)
- Chebreiss (07-1798)
- Pyramides (07-1798)
- 1re Aboukir (08-1798)
- Salheyeh (08-1798)
- Malte 3 (09-1798)
- Sédiman (10-1798)
- Caire (10-1798)
- Samanouth (01-1799)
- El Arish (02-1799)
- Syène (02-1799)
- Jaffa (03-1799)
- Saint-Jean-d'Acre (03-1799)
- Mont-Thabor (04-1799)
- 2e Aboukir (07-1799)
- Damiette (11-1799)
- Héliopolis (03-1800)
- 3e Aboukir (03-1801)
- Mandora (03-1801)
- Canope (03-1801)
- Fort Jullien (04-1801)
- Le Caire (06-1801)
- Alexandrie (08-1801)

2e Campagne d'Italie
- Vérone (03-1799)
- Magnano (04-1799)
- Cassano (04-1799)
- Mantoue (04-1799)
- Bassignana (05-1799)
- 1re Marengo (05-1799) (en)
- Modène (06-1799) (en)
- Trebbia (06-1799)
- 2e Marengo (06-1799) (en)
- Novi 1 (08-1799)
- Rome (09-1799)
- Mannheim (09-1799) (en)
- Novi 2 (10-1799) (en)
- Genola (11-1799)
- Gênes (04-1800)
- Sassello (04-1800) (en)
- Fort Bard (05-1800)
- Verceil (05-1800)
- Turbigo (05-1800)
- Montebello (06-1800)
- 3e Marengo (06-1800)
- Pozzolo (12-1800)

La bataille du Saint-Gothard se déroula du 24 au 26 septembre 1799 au col du Saint-Gothard, en Suisse, dans le cadre de la guerre de la Deuxième Coalition. Elle opposa une armée impériale russe dirigée par le feld-maréchal Alexandre Souvorov, soutenue par deux brigades autrichiennes, à une division française sous les ordres du général Claude Jacques Lecourbe. 

## Description
Les forces austro-russes s'emparèrent du col du Saint-Gothard à l'issue d'affrontements acharnés le premier jour des combats. Le corps principal de Souvorov était appuyé sur un flanc par une colonne russe menée par le lieutenant-général Diedrich Arend von Rosenberg et sur l'autre flanc par une colonne autrichienne plus petite conduite par le général-major Franz Xaver von Auffenberg. Le lendemain, l'armée de Souvorov se fraya un chemin au nord le long de la vallée de la Reuss après avoir traversé le pont du Diable, dans les gorges des Schöllenen, et atteignit Altdorf à proximité du lac de Lucerne le 26 septembre.
L'offensive de Souvorov s'inscrivait du point de vue coalisé dans une stratégie d'ensemble mal définie qui prévoyait la réunion des forces de Souvorov avec celles du général Alexandre Korsakov près de Zurich. Avec le concours des troupes autrichiennes et suisses placées sous le commandement du général Friedrich von Hotze, l'objectif était de chasser l'armée française du général André Masséna du territoire suisse. Les 25 et 26 septembre, Masséna infligea toutefois une défaite cuisante à Korsakov lors de la deuxième bataille de Zurich et l'un de ses subordonnés, le général Jean-de-Dieu Soult, battit Hotze sur la rivière Linth. Deux autres colonnes autrichiennes de taille plus réduite furent également repoussées par les Français. Alors qu'elle avait pour mission d'aller prêter main-forte à ses alliés, l'armée de Souvorov progressait désormais dans une région montagneuse entièrement contrôlée par les troupes françaises. 